# DRONE×鬼
『DRONE×鬼!究極の鬼ごっこ!』とは、日本テレビ系列で2019年11月8日19:00 - 20:54（JST）に放送されたバラエティ特別番組である。また本項では2019年4月21日放送のサンバリュ『大人が本気で遊んだら?』の1コーナーから独立したものである。これについても説明する。

## 出演者
MC
- 陣内智則
- 指原莉乃

挑戦者
- 阿佐ヶ谷姉妹
- アルコ&ピース
- 安藤美姫
- 伊藤剛臣
- 伊藤大海（日テレアナウンサー）
- ヴァンゆんチャンネル
- 岡副麻希
- おばたのお兄さん
- 神野大地
- 菊地亜美
- 熊田曜子
- クロちゃん
- C.C.ガールズ3（中川知香、花岡なつみ、豊田百佳）
- Gパンパンダ
- 鈴木奈々
- 鈴木福
- 鈴木夢
- トム・ブラウン
- 中村静香
- HiHi Jets（髙橋優斗・井上瑞稀・猪狩蒼弥）
- 馬場ももこ
- 藤光謙司
- ブリリアン
- 丸山桂里奈
- 森渉
- 山田親太朗
- 四千頭身
- ワタリ119

## スタッフ

### DRONE×鬼!究極の鬼ごっこ!
- 企画・演出：新井万季
- ナレーション：立木文彦
- 構成：加藤淳一郎、西村耕平、カツオ
- TM：木村博靖
- SW：大庭茂嗣
- CAM：水梨潤
- 音声：藤岡絵里子
- VE：飯島友美
- LD：谷田部恵美
- 美術プロデューサー：大川明子
- 美術デザイン：熊崎真知子
- 大道具：今泉寿浩
- 電飾：平ノ内厚夫
- 特効：内山栄一
- 小道具：大久保俊彦
- メイク：竹内三枝子
- モニター：木村好伸
- 編集：杉本弘二
- MA：中川弘徳
- 音効：伊藤匡祐
- 技術協力：株式会社EAT、NiTRo、ヌーベルバーグ、Zeta、ジャパンテレビ、イカロス、生田スタジオ
- 美術協力：日テレアート
- セット監修・協力：monsterpk/YUUTAROU
- 協力：アフロ、シーライン東京
- リサーチ：田中奈緒
- CG：ドラゴンプーピクチャーズ
- TK：奈良里美
- デスク：高桑繭子
- 演出補：浅井康央、稲垣恵美理、白川永梨、山本彩加、杉崎采耶、何薇婷、小林和樹、女屋実聖
- AP：嶋嵜太郎
- ディレクター：貝瀬芳和、板倉裕樹、菊池洋輔、馬目雅寿、沖浦雅俊、藤原明生、須田真光、佐々木泰知
- 制作進行：浜田和宏
- 演出：大石正通
- プロデューサー：合田伊知郎、岩崎小夜子、江尻直孝、野中翔太、山下浩一
- 統轄プロデューサー：原司
- チーフプロデューサー：倉田忠明
- 制作協力：日企、AX-ON、BEE OURS
- 製作著作：日本テレビ

### 大人が本気で遊んだら?
- 企画・演出：新井万季
- ナレーション：三村ロンド
- 構成：加藤淳一郎、西村耕平、河口ワタル
- カメラ：千葉譲司
- 音声：宮川康一
- 照明：香川和代
- 美術プロデューサー：山本澄子
- 美術デザイン：高井美貴
- 大道具：長谷部健治
- メイク：橋本美里
- 編集：山野井太郎
- MA：田倉学
- 音効：高取謙
- CG：ドラゴンプーピクチャーズ
- 協力：インターナショナルクリエイティブ、まんだらけ中野店
- リサーチ：平井裕子（フォーミュレーション）
- 美術協力：日テレアート
- 技術協力：Zeta、株式会社EAT、イカロス
- TM：木村博靖
- 編成企画：前田直彦
- TK：坂本幸子
- デスク：高桑繭子
- 演出補：浅井康央
- ディレクター：加藤昌之、板倉裕樹
- 演出：大石正通
- プロデューサー：岩崎小夜子、江尻直孝
- チーフプロデューサー：東井文太
- 制作協力：日企
- 製作著作：日本テレビ